# Dion Cools
Dion-Johan Cools (Kuching, 4 giugno 1996) è un calciatore belga naturalizzato malaysiano, difensore del Cerezo Osaka e della nazionale malaysiana.

## Biografia
Nato in Malaysia, deve il suo secondo nome a Johan Cruijff, di cui il padre era appassionato.

## Caratteristiche tecniche
È un terzino destro dotato di buona tecnica individuale, predisposto al gol e abile negli assist; è stato paragonato al tedesco Philipp Lahm.

## Statistiche

### Presenze e reti nei club
Statistiche aggiornate al 10 aprile 2022.
| Stagione           | Squadra            | Campionato         | Campionato | Campionato | Coppe nazionali | Coppe nazionali | Coppe nazionali | Coppe continentali | Coppe continentali | Coppe continentali | Altre coppe | Altre coppe | Altre coppe | Totale | Totale | Totale |
| Stagione           | Squadra            | Comp               | Pres       | Reti       | Comp            | Pres            | Reti            | Comp               | Pres               | Reti               | Comp        | Pres        | Reti        | Pres   | Reti   |        |
| ------------------ | ------------------ | ------------------ | ---------- | ---------- | --------------- | --------------- | --------------- | ------------------ | ------------------ | ------------------ | ----------- | ----------- | ----------- | ------ | ------ | ------ |
| 2014-2015          | OH Lovanio         | D2                 | 26+6       | 0          | CB              | -               | -               | -                  | -                  | -                  | -           | -           | -           | 32     | 0      |        |
| 2015-2016          | Club Bruges        | D1                 | 5          | 0          | CB              | 3               | 0               | UCL+UEL            | 4+0                | 1+0                | SB          | 0           | 0           | 12     | 1      |        |
| 2016-2017          | Club Bruges        | D1                 | 20+4       | 3          | CB              | 2               | 0               | UCL                | 3                  | 0                  | SB          | 1           | 0           | 30     | 3      |        |
| 2017-2018          | Club Bruges        | D1                 | 25+10      | 3          | CB              | 5               | 0               | UCL+UEL            | 0+1                | 0                  | -           | -           | -           | 41     | 3      |        |
| 2018-2019          | Club Bruges        | D1                 | 14+1       | 1          | CB              | 1               | 0               | UCL+UEL            | 2+1                | 0                  | SB          | 1           | 0           | 20     | 1      |        |
| 2019-gen. 2020     | Club Bruges        | D1                 | 2          | 0          | CB              | 0               | 0               | UCL                | 1                  | 0                  | -           | -           | -           | 3      | 0      |        |
| Totale Club Bruges | Totale Club Bruges | Totale Club Bruges | 81         | 7          |                 | 11              | 0               |                    | 12                 | 1                  |             | 2           | 0           | 106    | 8      |        |
| gen.-giu. 2020     | Midtjylland        | SL                 | 3+2        | 0          | CD              | 0               | 0               | UEL                | -                  | -                  | -           | -           | -           | 5      | 0      |        |
| 2020-2021          | Midtjylland        | SL                 | 16+5       | 1+0        | CD              | 3               | 0               | UCL                | 3                  | 0                  | -           | -           | -           | 27     | 1      |        |
| 2021-gen. 2022     | Midtjylland        | SL                 | 12         | 0          | CD              | 3               | 0               | UCL+UEL            | 3+3                | 0                  | -           | -           | -           | 21     | 0      |        |
| Totale Midtjylland | Totale Midtjylland | Totale Midtjylland | 31+7       | 1+0        |                 | 6               | 0               |                    | 9                  | 0                  |             | -           | -           | 53     | 1      |        |
| gen.-giu. 2022     | Zulte Waregem      | D1                 | 11         | 0          | CB              | -               | -               | -                  | -                  | -                  | -           | -           | -           | 11     | 0      |        |
| 2022-gen. 2023     | Jablonec           | 1.L                | 8          | 0          | CRC             | 2               | 1               | -                  | -                  | -                  | -           | -           | -           | 10     | 1      |        |
| gen.-giu. 2023     | Buriram Utd        | TL1                | 14         | 0          | CT+CdL          | 3+4             | 0               | -                  | -                  | -                  | -           | -           | -           | 21     | 0      |        |
| Totale carriera    | Totale carriera    | Totale carriera    | 184        | 8          |                 | 26              | 1               |                    | 21                 | 1                  |             | 2           | 0           | 233    | 10     |        |

### Cronologia presenze e reti in nazionale
| Cronologia completa delle presenze e delle reti in nazionale ― Belgio under 21 | Cronologia completa delle presenze e delle reti in nazionale ― Belgio under 21 | Cronologia completa delle presenze e delle reti in nazionale ― Belgio under 21 | Cronologia completa delle presenze e delle reti in nazionale ― Belgio under 21 | Cronologia completa delle presenze e delle reti in nazionale ― Belgio under 21 | Cronologia completa delle presenze e delle reti in nazionale ― Belgio under 21 | Cronologia completa delle presenze e delle reti in nazionale ― Belgio under 21 | Cronologia completa delle presenze e delle reti in nazionale ― Belgio under 21 |
| Data                                                                           | Città                                                                          | In casa                                                                        | Risultato                                                                      | Ospiti                                                                         | Competizione                                                                   | Reti                                                                           | Note                                                                           |
| ------------------------------------------------------------------------------ | ------------------------------------------------------------------------------ | ------------------------------------------------------------------------------ | ------------------------------------------------------------------------------ | ------------------------------------------------------------------------------ | ------------------------------------------------------------------------------ | ------------------------------------------------------------------------------ | ------------------------------------------------------------------------------ |
| 11-10-2016                                                                     | Oud-Heverlee                                                                   | Belgio under 21                                                                | 0 – 1                                                                          | Lettonia under 21                                                              | Qual. Europeo Under-21 2017                                                    | -                                                                              |                                                                                |
| 27-3-2017                                                                      | Oud-Heverlee                                                                   | Belgio under 21                                                                | 2 – 1                                                                          | Malta under 21                                                                 | Qual. Europeo Under-21 2019                                                    | 1                                                                              |                                                                                |
| 5-9-2017                                                                       | Oud-Heverlee                                                                   | Belgio under 21                                                                | 0 – 0                                                                          | Turchia under 21                                                               | Qual. Europeo Under-21 2019                                                    | -                                                                              | 37’                                                                            |
| 6-10-2017                                                                      | Oud-Heverlee                                                                   | Belgio under 21                                                                | 1 – 1                                                                          | Svezia under 21                                                                | Qual. Europeo Under-21 2019                                                    | -                                                                              |                                                                                |
| 10-10-2017                                                                     | Larnaca                                                                        | Cipro under 21                                                                 | 0 – 2                                                                          | Belgio under 21                                                                | Qual. Europeo Under-21 2019                                                    | -                                                                              |                                                                                |
| 9-11-2017                                                                      | Oud-Heverlee                                                                   | Belgio under 21                                                                | 3 – 2                                                                          | Cipro under 21                                                                 | Qual. Europeo Under-21 2019                                                    | -                                                                              |                                                                                |
| 14-11-2017                                                                     | Istanbul                                                                       | Turchia under 21                                                               | 1 – 2                                                                          | Belgio under 21                                                                | Qual. Europeo Under-21 2019                                                    | -                                                                              |                                                                                |
| 22-3-2018                                                                      | Doetinchem                                                                     | Paesi Bassi under 21                                                           | 1 – 4                                                                          | Belgio under 21                                                                | Amichevole                                                                     | 1                                                                              | 46’                                                                            |
| 26-3-2018                                                                      | Oud-Heverlee                                                                   | Belgio under 21                                                                | 0 – 0                                                                          | Ungheria under 21                                                              | Qual. Europeo Under-21 2019                                                    | -                                                                              |                                                                                |
| 7-9-2018                                                                       | Ta' Qali                                                                       | Malta under 21                                                                 | 0 – 4                                                                          | Belgio under 21                                                                | Qual. Europeo Under-21 2019                                                    | -                                                                              |                                                                                |
| 11-9-2018                                                                      | Budapest                                                                       | Ungheria under 21                                                              | 0 – 3                                                                          | Belgio under 21                                                                | Qual. Europeo Under-21 2019                                                    | -                                                                              | 90+4’                                                                          |
| 11-10-2018                                                                     | Udine                                                                          | Italia under 21                                                                | 0 – 1                                                                          | Belgio under 21                                                                | Amichevole                                                                     | -                                                                              | 61’                                                                            |
| 16-10-2018                                                                     | Kalmar                                                                         | Svezia under 21                                                                | 0 – 3                                                                          | Belgio under 21                                                                | Qual. Europeo Under-21 2019                                                    | -                                                                              |                                                                                |
| 15-11-2018                                                                     | Bucarest                                                                       | Romania under 21                                                               | 3 – 3                                                                          | Belgio under 21                                                                | Amichevole                                                                     | 1                                                                              | 45’                                                                            |
| 20-3-2019                                                                      | Slagelse                                                                       | Danimarca under 21                                                             | 3 – 2                                                                          | Belgio under 21                                                                | Amichevole                                                                     | -                                                                              | 64’                                                                            |
| 16-6-2019                                                                      | Reggio Emilia                                                                  | Polonia under 21                                                               | 3 – 2                                                                          | Belgio under 21                                                                | Europeo Under-21 2019 - 1º turno                                               | 1                                                                              |                                                                                |
| 19-6-2019                                                                      | Reggio Emilia                                                                  | Spagna under 21                                                                | 2 – 1                                                                          | Belgio under 21                                                                | Europeo Under-21 2019 - 1º turno                                               | -                                                                              |                                                                                |
| 22-6-2019                                                                      | Reggio Emilia                                                                  | Belgio under 21                                                                | 1 – 3                                                                          | Italia under 21                                                                | Europeo Under-21 2019 - 1º turno                                               | -                                                                              | 56’                                                                            |
| Totale                                                                         |                                                                                | Presenze                                                                       | 18                                                                             |                                                                                | Reti                                                                           | 4                                                                              |                                                                                |

## Palmarès

### Club

#### Competizioni nazionali
- Campionato belga: 2

Club Bruges: 2015-2016, 2017-2018
- Campionato danese: 1

Midtjylland: 2019-2020
- Supercoppa del Belgio: 2

Club Bruges: 2016, 2018
- Thai League 1: 3

Buriram United: 2022-2023, 2023-2024, 2024-2025
- Thai FA Cup: 2

Buriram United: 2022-2023, 2024-2025
- Thai League Cup: 1

Buriram United: 2022-2023